# Mbufong
Mbufong (ou Mbiofong, Mbiofiong, Mbofung, Mbeofong) est une localité du Cameroun située dans la Région du Sud-Ouest et le département de la Manyu. Elle est rattachée administrativement à la commune d'Eyumodjock et au canton d'Eyumodjock rural.

## Population
La localité comptait 42 habitants en 1953, puis 29 en 1967, principalement Ejagham.
Lors du recensement de 2005 on y a dénombré 114 personnes.